# Эзофагоскопия
Эзофагоскопия — осмотр внутренней поверхности пищевода при помощи эзофагоскопа или бронхоэзофагоскопа. От др.-греч. οἰσοφάγος  — пищевод и σκοπέω — смотрю.
Процедуру с диагностической целью осуществляют при опухолях, рубцовых сужениях, варикозном расширении вен, дивертикулах пищевода.
Процедуру с лечебной целью осуществляют для извлечения инородного тела, бужирования сужения под контролем глаза, удаления небольших опухолей и т. д.
Подготовку больного и инструментария проводят так же, как и для бронхоскопии. Положение больного то же. Кроме этого, рекомендовано положение на животе на операционном столе с приподнятым ножным концом. При этом слюна не затекает в дыхательные пути и легче избавиться от застоя слизи и желудочного сока в просвете трубки. После процедуры эзофагоскоп разбирают, трубки и насадки промывают и вытирают насухо. Через 1-2 ч., после прохождения неприятных ощущений от обезболивания, больного можно отпустить домой.